# Saint-Loup-Cammas
Saint-Loup-Cammas è un comune francese di 1 814 abitanti situato nel dipartimento dell'Alta Garonna nella regione dell'Occitania.

## Società

### Evoluzione demografica
Abitanti censiti